# 阿卡奈人
《阿卡奈人》（古希腊文： Akharneîs），古希腊剧作家阿里斯托芬的喜剧。
公元前425年，该剧上演，得到当时的头奖。

## 背景
阿里斯托芬写完这部喜剧的时候，伯罗奔尼撒战争已经打了六年。

## 内容
《阿卡奈人》描写了主人公雅典农民“狄凯奥波利斯”对战争的绝望，他独自一个和斯巴达人签订了一个30年的和约，但是24个阿卡奈人（歌队）反对他的做法。狄凯奥波利斯和歌队在对驳场互相辩论，他最终说服阿卡奈人，开放了和平市场给斯巴达人，使得雅典人过上了幸福而平静的生活。

## 主题和风格
阿里斯托芬在这部喜剧里表达“反战”和“和平”的强烈愿望。

## 译著
该剧的简体中文版已经由翻译家罗念生翻译出版。